# برشاوشان مقنزع
برشاوشان مقنزع (الاسم العلمي:Adiantum cristatum) هو نوع من النباتات يتبع جنس البرشاوشان من الفصيلة الديشارية.